# Línea 381 (Buenos Aires)
La línea 381 es una línea de autobuses de pasajeros operativa en el partido de Chascomús que en el año 2022 volvió a prestar servicio. Es operada por la empresa Línea Expreso Ruta 29 SRL, con cabecera en Ranchos. Entre octubre y diciembre de 2023, funcionó un servicio interno en la ciudad de Chascomús, sobre la base del recorrido troncal.

## Recorridos
- Ranchos - Chascomús: Desde Estanislao A. Garay 2117 por esta, Villafañe Casal, Rivadavia, Calle 84 "Hilario Lázaro", Ruta Provincial 20, Juan Manuel de Rosas, Av. Fernando de Arenaza, Av. Hipólito Yrigoyen, Av. Pres. Alfonsín, Balcarce, Terminal Ferroautomotora de Chascomús.[3]

## Flota de la línea
La flota está compuesta por 4 coches dos de ellos carrozados por Ugarte en su modelo Europeo IV, 1 carrozado por Italbus en su modelo Tropea II y otro carrozado por Nuovobus en su modelo Bam Bam. 3 carrozados sobre el chasis de Mercedes Benz OH1618L-SB/55 y 1 carrozado sobre el chasis Mercedes Benz O500U. 3 provenientes de la línea 67 de Buenos Aires y 1 proveniente de la línea 203 de Buenos Aires.

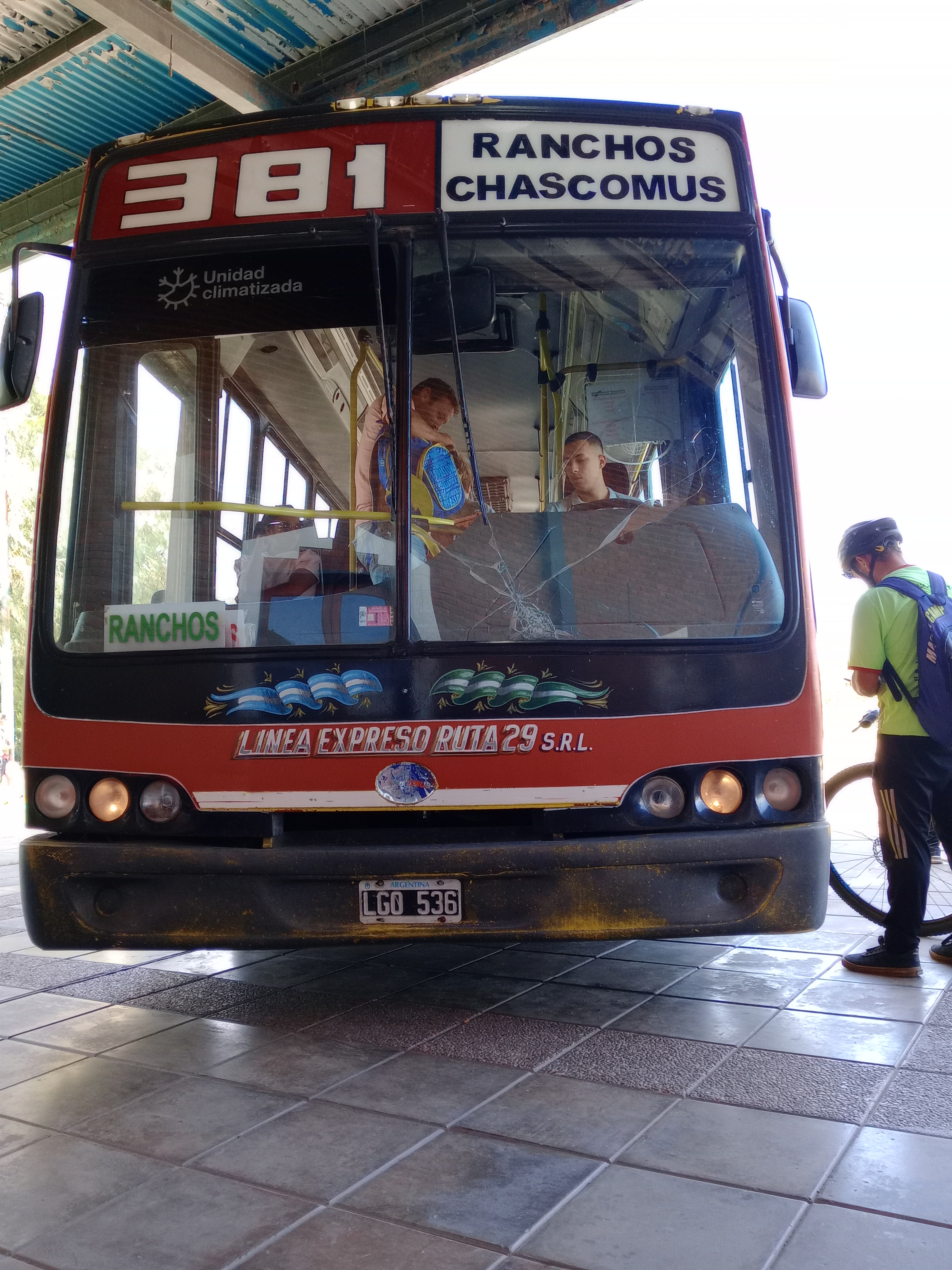
Interno 04 de la línea aguardando a salir desde la Estación Chascomús

## Operadores anteriores
- E.T. Chasco Bus S.A. hasta 2018.[4] Motivo: abandono del servicio.

| Interno: | Carrocería y modelo: | Chasis:                     | Patente y año: | Su pasado:              |
| -------- | -------------------- | --------------------------- | -------------- | ----------------------- |
| 01       | Ugarte Europeo IV    | Mercedes Benz OH1618L-SB/55 | LDX836 2013    | Ex 27 de la 67          |
| 02       | Ugarte Europeo IV    | Mercedes Benz OH1618L-SB/55 | LDX837 2013    | Ex 30 de la 67          |
| 03       | Italbus Tropea II    | Mercedes Benz OH1618L-SB/55 | KYG428 2013    | Ex 3 de la 67           |
| 04       | Nuovobus Bam Bam     | Mercedes Benz O500U         | LGO536 2013    | Ex 2965 y 166 de la 203 |